# لورا إنغلز
لورا إنغلز (بالإنجليزية: Laura Ingalls)‏ هي طيارة أمريكية، ولدت في 14 ديسمبر 1903 في بروكلين في الولايات المتحدة، وتوفيت في 10 يناير 1967 في بربانك في الولايات المتحدة.

## وصلات خارجية
- لورا إنغلز على موقع إن إن دي بي (الإنجليزية)